# Yamaha 1300 XJR
La 1300 XJR est un modèle de moto de type roadster, construite par la firme japonaise Yamaha. Elle succède à la 1200 XJR.
Yamaha présente fin 1998 la XJR 1300. La cylindrée exacte passe de 1 188 à 1 251 cm3.
La 1300 XJR est complétée par une version SP en 1999 (comme l'avait été la 1200 en 1997), proposant des amortisseurs Öhlins 36P et des maillons de chaîne de transmission secondaire dorés. Ce modèle « SP » est inspiré de la XJR Cup (course de promotion créée en 1995 par YMF pour lancer commercialement ce modèle en France).
Fin 2001, le constructeur apporte un certain nombre de modifications visant notamment à améliorer le comportement dynamique. Les carburateurs passent à 37 mm (au lieu de 36), les amortisseurs Öhlins (de série à partir de 2005), la fourche est rendue plus rigide. Les jantes, le bras oscillant, le réservoir et les échappements sont modifiés, ce qui lui permet de perdre plus de 6 kg et de progresser en vivacité. Une commande de warning est ajoutée au guidon, afin d'améliorer la sécurité.
En 2007, elle reçoit une injection électronique.
En 2014, la firme introduit un modèle style café racer muni de plaques latérales ajourées, pour rappeler les moto de course des années 1970, dotée d'une bulle de protection et d'un guidon bracelets.

## Style
Ses lignes évoquent les années 1970 ou 1980. Le dessin est pur et proportionné. Le gabarit du moteur refroidi par air est mis en valeur.

## Comportement routier
Cette moto est jugée confortable, puissante et sûre pour un pilote décontracté, grâce à son couple élevé. Sans avoir les capacités d'une sportive, elle permet de belles performances sur route sinueuse, tout en restant capable de garder un confort certain, tant pour le pilote que pour le passager. Ce dernier bénéficie d'une place généreuse, d'une selle épaisse, d'une poignée de maintien large, et de repose-pieds placés assez bas procurant aux jambes une position reposante.

## Tarif
La Yamaha XJR 1300 est proposée à 10 499 €. Étant donné son niveau de finition, reconnu comme de haut niveau, le prix de cette moto n'a jamais été considéré comme excessif.